# Atari Portfolio

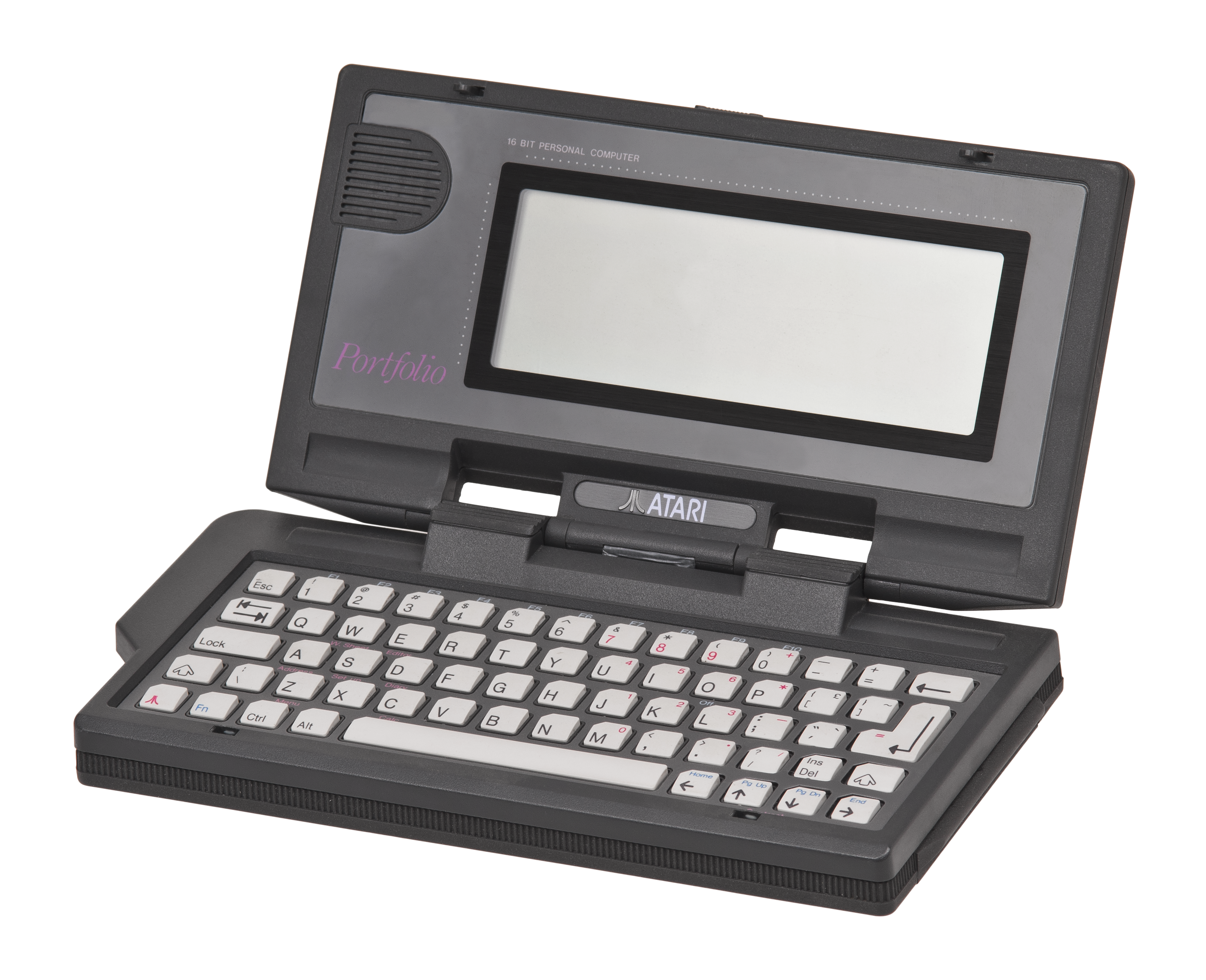
Atari Portfolio

Im Vergleich: Eine 64-KB-Speicherkarte des Atari Portfolio und eine Ende 2005 verbreitete 512 MB umfassende SD-Speicherkarte

Der Atari Portfolio ist ein tragbarer 16-Bit-Personal-Computer, der 1989 von der Firma Atari vorgestellt wurde. Mit etwa der Größe einer VHS-Videokassette und einem Gewicht von 505 Gramm kann er als ein Vorgänger späterer PDAs bezeichnet werden. Der Portfolio ist im Wesentlichen kompatibel zum IBM-PC, was ihn zu einem universell einsetzbaren Computer machte. Mit eingebauten Programmen, die sich über Funktionstasten starten lassen, kann u. a. Adress- und Terminverwaltung, Texteingabe und Tabellenkalkulation betrieben werden. Mit geeigneter Software ist er aber auch zum Programmieren, Spielen und zum Steuern und Regeln geeignet.
Das Gerät kostete in der Grundausstattung in den USA etwa 400 US-Dollar, in Deutschland wurde der „Intelligente Bleistift“ (Atari-Werbeslogan für den Pofo) anfangs für 999 DM angeboten.

## Ausstattung

### Hardware
Der Portfolio besitzt eine Schreibmaschinen-ähnliche Tastatur, die sich trotz ihrer kleinen Tasten recht gut bedienen lässt. Der monochrome Flüssigkristallbildschirm hat eine Auflösung von 240 × 64 Bildpunkten bzw. 40 × 8 Zeichen im Textmodus. Als CPU wird eine mit 4,9152 MHz getaktete, stromsparende Variante des Intel 8088 mit der Bezeichnung 80C88 verwendet, die auf einen 128 Kilobyte großen Arbeitsspeicher und 256 Kilobyte Festwertspeicher zurückgreifen kann.
Als Energiequelle für unterwegs dienen drei Batterien der Bauform AA. Stationär ist auch der Betrieb über ein Netzteil möglich.

### Hardware-Erweiterungen
Als Wechselmedium bot Atari spezielle Speicherkarten (Bee-Karten) an, die mit Kapazitäten von 32 kB bis 128 kB verfügbar waren. Mit externen Adaptern lässt sich der Portfolio mit serieller und paralleler Schnittstelle, aber auch mit weiteren 512 kB Arbeitsspeicher ausrüsten. Alle Erweiterungen werden an einer Schnittstelle an der rechten Geräteseite angesteckt, worunter die Flexibilität des Gerätes bei mobilen Anwendungen etwas leidet.

### Software

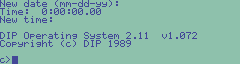
Screenshot eines gestarteten DIP-DOS

Das eingebaute DIP-DOS-(MS-DOS 2.11)-kompatible Betriebssystem macht das Gerät kompatibel zu einer Reihe verbreiteter MS-DOS-Anwendungen. Das DIP-DOS beinhaltet auch einige interne Anwendungen, die durch den Befehl app oder das Drücken der Tastenkombination ATARI+A gestartet werden konnten. Das Auswahlmenü bietet eine einfache Textverarbeitung, letztendlich nichts anderes als ein einfacher Texteditor, eine zu Lotus 1-2-3 kompatible Tabellenkalkulation, eine einfache Adressverwaltung, einen Terminkalender mit Weckfunktion und einen Taschenrechner. Die Adressverwaltung hat eine Besonderheit, sie kann eingetragene Telefonnummern als Töne abspielen. Wenn man das Mikrofon eines Telefons an den Lautsprecher hielt, kann dies zur komfortablen Tonwahl verwendet werden. Das Auswahlmenü beinhaltet auch eine Funktion zur Datenübertragung zum PC und ein System-Menü, über das man interne Einstellungen des Systems anpassen kann.

## Datenübertragung
Die Datenübertragung zum „Pofo“, wie er von seinen Anhängern liebevoll genannt wird, erfolgte zum PC und Atari ST wahlweise über ein Terminalprogramm über die als Zubehör erhältliche serielle Schnittstelle, über ein spezielles Parallelport-Kabel und spezielle Software, die für PCs mitgeliefert wurde und im Portfolio schon eingebaut ist, oder über Speicherkarten, die der Portfolio als Laufwerk A: und B: ansprechen konnte. Das Laufwerk B: war ein weiterer Kartenslot in der 512 KB-Erweiterung. Für den PC gab es ein passendes externes Kartenlaufwerk, das über eine spezielle ISA-Karte angesteuert wurde. Findige Programmierer schufen allerdings auch einen Treiber für den Portfolio, mit dem man ein ZIP-Laufwerk (100 MB) an der Parallelport-Erweiterung betreiben konnte. Auf eine ZIP-Diskette passte dann locker die gesamte freie Software, die es speziell für den Rechner gab.
Mittlerweile gibt es sogar einen Adapter, um CompactFlash-Karten daran zu betreiben; dieser ist allerdings recht selten und dementsprechend teuer.

## Bewertung
Der Arbeitsspeicher war bereits für die späten 1980er Jahre sehr knapp bemessen und auch die zu CGA inkompatible, ungewöhnliche Auflösung des Displays bereitete vielen Anwendungen Probleme. Trotzdem fand der Portfolio viele Anhänger, die ihm zum Teil bis heute treu geblieben sind.

## Kurioses
Im Spielfilm Terminator 2 – Tag der Abrechnung wird von John Connor ein Atari Portfolio zur Manipulation von Geldausgabeautomaten oder Sicherheitszugängen benutzt. Im Film sind sämtliche Produktmerkmale und Typenschilder zu erkennen (Produktplatzierung).